# Suore della carità di Santa Giovanna Antida Thouret
Le Suore della Carità di Santa Giovanna Antida Thouret sono un istituto religioso femminile di diritto pontificio, i cui membri pospongono al proprio nome la sigla S.D.C..

## Storia

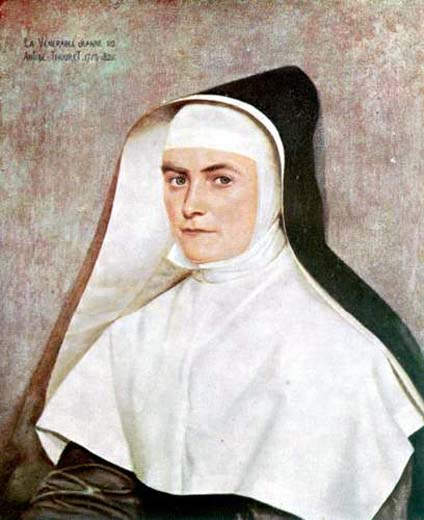
Santa Giovanna Antida Thouret

L'istituto venne fondato dalla religiosa francese Giovanna Antida Thouret (1765-1826). Entrata tra le Figlie della Carità di San Vincenzo de' Paoli nel 1787, dovette abbandonare la compagnia allo scoppio della Rivoluzione francese: l'11 aprile del 1799 diede vita a Besançon ad una congregazione di religiose dedita all'istruzione della gioventù, alla cura dei malati ed all'assistenza ai poveri; le costituzioni della nuova famiglia religiosa vennero redatte dalla fondatrice a Dole e vennero approvate dall'arcivescovo di Besançon il 26 settembre 1807.
Le Suore della Carità si diffusero rapidamente in Francia, Svizzera e nel Regno di Napoli, dove la loro opera venne espressamente richiesta da Gioacchino Murat (1810): l'istituto venne definitivamente approvato dalla Santa Sede il 23 luglio 1819.
La Thouret, con il sostegno di Carlo Felice di Savoia, stabilì un nuovo noviziato a Évian, poi, su richiesta di Francesco IV d'Asburgo-Este, ne aprì un altro a Modena; nel 1825 fu la volta di Vercelli, dove cinque religiose prestarono servizio presso l'Ospedale Maggiore e il cui operato fu apprezzato a tal punto da essere richiesto in vari altri ospedali del Regno di Sardegna; nel 1837 venne eretto un noviziato anche a Roma, dove papa Gregorio XVI aveva affidato alle religiose l'ospedale di Santo Spirito.
Approfittando dell'assenza della fondatrice, l'arcivescovo di Besançon Gabriel Cortois de Pressigny, di tendenze gallicane, staccò le case francesi dalla congregazione e diede origine a un ramo autonomo dell'istituto, posto alle sue dirette dipendenze: questa congregazione ricevette il pontificio decreto di lode il 29 ottobre 1946 ma venne riunita all'istituto di origine nel 1954.
La fondatrice, beatificata nel 1926, fu proclamata santa da papa Pio XI il 14 gennaio 1934.

## Attività e diffusione
Le Suore della Carità si dedicano principalmente all'istruzione e all'educazione cristiana della gioventù; sono anche attive nell'assistenza agli ammalati, ai carcerati e alle opere parrocchiali.
Sono presenti in Europa (Albania, Francia, Italia, Malta, Regno Unito, Romania, Svizzera), nelle Americhe (Argentina, Bolivia, Brasile, Paraguay, Stati Uniti d'America), in Africa (Camerun, Ciad, Egitto, Etiopia, Repubblica Centrafricana, Sudan) e in Asia (India, Indonesia, Laos, Libano, Pakistan, Siria, Thailandia): la sede generalizia è in via Santa Maria in Cosmedin a Roma.
Alla fine del 2019 la congregazione contava 1786 religiose in 240 case.